# Erkki Liikanen
Erkki Liikanen (Mikkeli, Finlàndia 1950) és un polític finlandès que fou membre de la Comissió Prodi entre 1999 i 2004. Actualment és el governador del Banc de Finlàndia.

## Biografia
Va néixer el 19 de setembre de 1950 a la ciutat de Mikkeli, població situada a la província de Finlàndia Oriental. Va estudiar ciències polítiques a la Universitat de Hèlsinki.

## Activitat política
Membre del Partit Socialdemòcrata (SDP), l'any 1972 fou escollit diputat al Parlament de Finlàndia, escó que no abandonà fins al 1990, i temps durant el qual fou nomenat membre del Comitè d'Agricultura i d'Afers Exteriors. Entre 1981 i 1987 fou Secretari General del seu partit, exercint així mateix entre 1983 i 1987 el càrrec de delegat del Parlament al Banc de Finlàndia. Aquell any abandonà aquests càrrecs per ser nomenat Ministre de Finances per part del primer ministre de Finlàndia Harri Holkeri, càrrec que va mantenir fins al 1990.
Aquell any abandonà la política nacional per esdevenir ambaixador extraordinari i plenipotenciari del seu país davant la Unió Europea (UE), sent un dels màxims responsables de les negociacions que van permetre l'entrada d'aquest país a la UE el 1995. Amb l'entrada d'aquest país en l'organisme europeu fou nomenat membre de la Comissió Santer responsable de Programació Financera i Pressupostos i d'Assumptes Administratius, càrrecs que va mantenir de forma interina en la Comissió Marín. En la formació de la Comissió Prodi l'any 1999 fou nomenat Comissari Europeu d'Empresa i de la Societat de la Informació i els Mitjans de Comunicació, càrrec que compartí amb Ján Figel' a partir del maig de 2004. El 12 de juliol de 2004 renuncià als seus càrrecs en el si de la Comissió Prodi per ser nomenat governador del Banc de Finlàndia, càrrec que actualment ocupa, sent substituït en la Comissió per Olli Rehn. Actualment també forma part del Consell de Govern del Banc Central Europeu i membre del Fons Monetari Internacional.